# 巴特利特鎮區 (密蘇里州香農縣)
巴特利特鎮區（英語：Bartlett Township）是位於美國密蘇里州香農縣的一個行政鎮區。

## 地方資料
巴特利特鎮區的面積為117.22平方千米，皆為陸地。根據2020年美國人口普查的數據，當地共有人口401人，而人口密度為每平方千米3.42人。